# Осада Нойса
Осада Нойса войсками Карла Смелого — состоялась 29 июля 1474 — 19 июня 1475 в ходе Бургундских войн.

## Конфликт в Кёльнском архиепископстве
Первую попытку распространить своё влияние на Кёльнское архиепископство предпринял герцог Филипп III Добрый, попытавшийся в 1463 году добиться избрания на эту кафедру своего племянника Луи де Бурбона, епископа Льежского. Капитул избрал Рупрехта Виттельсбаха, брата Фридриха I, курфюрста Пфальцского, союзника Бургундии. Через некоторое время архиепископ вступил в конфликт с капитулом и дворянством курфюршества, попытавшись вернуть земли, заложенные его предшественниками, не выплачивая при этом долги. Попытка введения новых налогов вызвала сильное недовольство горожан, и капитул низложил Рупрехта, избрав на его место Германа Гессенского.
Отстраненный архиепископ обратился за поддержкой к Карлу Смелому, предложив ему титул наследственного фогта. Герцог увидел в этом возможность распространить своё влияние на Рейне и частично компенсировать неудачу Трирской конференции.

## Бургундское вмешательство
Весной 1474 года при поддержке курфюрста Пфальцского и герцога Клевского Карл Смелый вторгся в архиепископство с войском, насчитывавшим 13—20 тыс. чел., и состоявшим из ордонансных рот, арьербана, 3 тыс. английских наёмников и итальянских наёмных отрядов графа ди Кампобассо и сеньора Джакомо Галеотто. В артиллерийском парке герцога было 229 орудий. По расчётам бургундского командования военная операция не должна была занять много времени, однако путь к Кёльну прикрывал небольшой, но хорошо укрепленный город Нойс, где заперся Герман Гессенский с 1800 всадниками и несколькими тысячами пехотинцев.
Филипп де Коммин следующим образом оценивает замыслы Карла Смелого:

…он решил вмешаться в германские дела, поскольку император был не из храбрых и терпел что угодно, лишь бы не вводить себя в расходы, к тому же один, без помощи других сеньоров Германии, он был бессилен. (…) Он очень торопился покончить со своими делами в Германии, а именно: хорошо укрепить Нейс, если бы он был взят, и ещё одну или две крепости выше Кёльна, благодаря чему Кёльн бы тогда сдался; затем подняться вверх по Рейну до графства Феррета, принадлежавшего тогда ещё ему, и, таким образом, овладеть всем Рейном вплоть до Голландии, а на Рейне ведь больше укрепленных городов и замков, чем в любом королевстве христианского мира, кроме Франции.— Филипп де Коммин. Мемуары. IV, 1
На стороне восставших выступили брат Германа Генрих Гессен-Кассельский, знать и дворяне соседних германских государств, помощь деньгами и людьми направили епископ Мюнстера и архиепископ Майнца. Кёльн, безопасность которого зависела от судьбы Нойса, также не жалел никаких средств для его спасения.

## Начало осады
29 июля бургундские войска осадили город. Первый штурм, предпринятый отрядом из 6000 всадников и пехотинцев, основной ударной силой которых были англичане, защитники отразили с большими потерями, Томас Стенли и Томас Эверингем были ранены, а много лучников убито.
Стало ясно, что осада затянется, и город необходимо блокировать. Нойс располагался на берегу речки Эрфт, в двух километрах от её впадения в Рейн, и каждый день из Кёльна прибывали корабли с продовольствием и снаряжением. Осажденные контролировали остров на реке, что позволяло им мешать доставке припасов по реке из Гелдерна. На правом берегу реки стояла 15-тыс. германская армия, имевшая сильную артиллерию и обстреливавшая бургундские транспорты; кроме этого, были опасения, что она может воспользоваться островом для переправы через реку. Было решено захватить его, и итальянцы попытались добраться вплавь, но течение оказалось слишком сильным, и многие утонули.
Потерпев неудачу, герцог вознамерился отвести течение реки, но это требовало времени и больших расходов. Тем временем кельнские послы прибыли к императору в Аугсбург просить о помощи. Понимая, что алчный Фридрих не станет ввязываться в дело, не сулящее ему прямой выгоды, они заняли крупные суммы и пообещали императору 30 тысяч флоринов. Германские князья также оказывали на Габсбурга давление, а Людовик XI письменно обязался прислать 20 тысяч человек под командованием сеньора де Крана и Жана де Салазара, если Фридрих явится к Кёльну с войсками.
Имперская армия собиралась медленно, а Карл Смелый не терял времени, стягивая к Нойсу дополнительные контингенты из своих владений. К скорейшему завершению осады его побуждало не только стремление взять реванш за неудачу под Бове, но и скорое истечение перемирия с Францией, и необходимость объединяться с англичанами для совместной войны против Людовика. При этом часть сил пришлось отрядить для войны в Эльзасе и отражения нападений швейцарцев.
Осадный лагерь за несколько месяцев превратился в настоящий город, пышность которого соответствовала утонченным рыцарским вкусам бургундского двора и привлекала дворян со всей Европы. Шатры знати были устроены в виде замков, с галереями и садами, устраивались разнообразные увеселения, а сам герцог посвящал свои досуги литературе и музыке.
Первый крупный штурм состоялся 10 сентября 1474 года после нескольких недель артиллерийского обстрела. Бургундцы атаковали главные ворота, но после жестокого сражения были отбиты. Затем до конца осады было предпринято ещё около шестидесяти атак.
Через полгода осады жители стали испытывать нехватку продовольствия, запасы пороха также подходили к концу. Войска, собранные на правом берегу Рейна под командованием Вильгельма фон дер Марка, по прозвищу «Арденнский вепрь», не могли оказать помощи городу.

## Имперская армия
Император только в ноябре 1474 года прибыл в Андернах, между Кёльном и Кобленцем. Его армия насчитывала около 60 тыс. человек, и ожидался подход дополнительных контингентов. В имперском войске находились почти все германские князья: архиепископы Майнца и Трира, епископы Мюнстера, Шпейера и Вормса, герцоги Альбрехт и Эрнст Саксонские, Альбрехт Ахиллес, Сигизмунд Тирольский, Людвиг, Альбрехт и Фридрих Баварские, ландграф Генрих Гессенский, маркграф Кристоф Баденский и более 50 имперских графов.
По словам Филиппа де Коммина, армия «была удивительно большой — столь большой, что даже невероятно». Ему рассказывали, что один только небогатый епископ Мюнстерский, сосед Нойса, привел 6 тыс. пехотинцев, 1200 всадников, одетых в зелёное и 1200 повозок.
Имперцы встали лагерем далеко от Нойса, послав значительный отряд на усиление фон дер Марка. Тем временем осенние дожди разрушили часть осадных работ и затопили бургундский лагерь. Хронист Жан Молине сетует, что герцог не последовал совету Вегеция, «который учит ставить палатки или укрепления в таких местах, которым не угрожает внезапное наводнение». Блокада крепости ослабла и кёльнцам удалось провести в Нойс несколько продовольственных конвоев.

## Датское посредничество
Король Дании, Швеции и Норвегии Кристиан I, возвращаясь из паломничества в Рим проездом через Аугсбург, встретился с императором и предложил ему свои посреднические услуги. Фридрих согласился, и 17 ноября Кристиан прибыл в Дюссельдорф в сопровождении своего брата герцога Ольденбурга, герцогов Иоганна Саксонского, Мекленбургского и Брауншвейгского. В течение пяти недель датчане и Карл Смелый обменивались визитами и устраивали празднества «со всей пышностью бургундского двора», но за два месяца переговоров даже при поддержке папского легата король ничего не добился и вернулся в свои владения.

## Продолжение осады
Немцы воспользовались ослаблением бдительности осаждающих и пронесли к стенам города порох в крестьянских котомках, а осажденные подняли груз наверх.
Один кастильский рыцарь, которого, по словам Молине, «уважали за большую ловкость и изобретательность», начитавшись Вегеция и других военных трактатов, предложил соорудить осадную машину под названием «журавль», представлявшую собой башню на колесах, снабженную перекидным штурмовым мостом. Герцог согласился, но сооружение высотой 60 футов так и не добралось до стен, увязнув в грязи под хохот осажденных.
Единственным городом курфюршества, державшим сторону Рупрехта Пфальцского, был Линц, расположенный на правом берегу Рейна между Кёльном и Кобленцем, недалеко от Андернаха. Он был осажден саксонскими и трирскими войсками, а гарнизоном командовал брат Арденнского вепря Эврар III де Ламарк, державший сторону бургундцев. На помощь ему был направлен отряд Оливье де Ламарша, Филиппа де Берга и виконта де Суассона, который нанес поражение осаждающим и прорвался в город. Карл Смелый не доверял немцам и заменил гарнизон Линца своими людьми, которые вскоре вступили в конфликт с жителями, из-за чего город перешёл на сторону императора.
Фридрих несколько месяцев ничего не предпринимал, ожидая, пока имперская армия соберётся полностью, и надеясь на прибытие обещанной французской помощи, но Людовик XI не собирался её направлять, а был вполне доволен тем, что императора удалось втянуть в войну, сам же при посредничестве коннетабля де Сен-Поля пытался продлить перемирие с Карлом, истекавшее 30 апреля 1475 года.
Положение Карла ухудшалось, так как швейцарцы одержали победу при Эрикуре и совершали набеги на его земли, а герцог Лотарингский, подстрекаемый Францией, объявил войну. Тем не менее, бургундец отказался продлить перемирие, ожидая высадки англичан на континенте. Находившийся в бургундском лагере шурин Эдуарда IV лорд Скейлз торопил его с завершением бесполезной осады.

## Германское наступление
Весной 1475 года, после сдачи Линца, император начал действовать, 20 марта прибыв в Кёльн, а затем спустившись по Рейну к Нойсу, в окрестностях которого имперская армия, численность которой достигала уже 100 тыс. чел., встала лагерем в середине апреля. Поддерживать порядок в таком многочисленном войске было сложно, между людьми из разных земель происходили стычки; однажды в массовой драке между страсбуржцами и мюнстерцами было убито 60 чел..
В войсках Карла Смелого, недовольных затянувшейся осадой, также вспыхивали волнения и герцогу с трудом удалось разнять англичан и итальянцев, готовых вступить в бой друг с другом.
Коммин пишет со слов некоторых людей герцога Бургундского, что бургундская армия и войско Эдуарда IV, которое он привел во Францию, вместе не составляли и трети германского имперского ополчения.

## Сражение у Нойса
В мае французы вторглись в Пикардию, Бургундию, Франш-Конте и Люксембург. Их успехи ободрили немцев, придвинувших свой лагерь ещё ближе к Нойсу. Вражеские армии разделяло течение Эрфта, и 24 мая герцог отдал приказ атаковать имперцев. Фридрих не хотел сражения и позволил противнику беспрепятственно переправиться через реку. Правый фланг германской армии, подходивший к берегу, прикрывала артиллерия, левым войска упирались в высокий холм. Бургундская артиллерия превосходила немецкую и подвергла лагерь сильному обстрелу, затем Карл приказал овладеть холмом. Ордонансные роты, английские лучники и итальянская кавалерия нанесли немцам жестокое поражение, выбив их с позиции и прогнав к лагерю.
Германские принцы пытались контратаковать, но вышедшие из лагеря 3 тыс. кавалеристов были отброшены бургундцами. Епископ Мюнстера Генрих фон Шварценберг во главе пятитысячного отряда нанёс мощный удар, заставив Карла ввести в бой резервы и даже отряд личной охраны. В упорном бою бургундцы снова взяли верх. Их артиллерия подвигалась всё ближе к немецкому лагерю, нанося противнику значительные потери. Рейхсмаршал герцог Саксонский должен был поднять имперское знамя, объявив общую атаку, но войска заколебались, немало людей пыталось бежать на лодках через Рейн, в суматохе часть из них перевернулась и затонула. Наступившая ночь прервала сражение.

## Перемирие
Неудачный исход битвы побудил императора к переговорам, герцог, наконец, также осознал бесполезность продолжения осады. Уже через пять дней основные условия были согласованы, и 9 июня Карл отправил Кампобассо на защиту Люксембурга. В это время Нойс, страдавший от голода, уже был накануне падения, но постепенная эвакуация осадного лагеря, сопровождавшаяся постоянными стычками с немецкими войсками, позволила доставить в город конвой с продовольствием.
Король Франции пытался помешать переговорам, предложив императору дать взаимное обещание не заключать сепаратного мира, довести войну до полного разгрома Карла Смелого, после чего разделить его владения. Фридрих в ответ рассказал французскому послу вариант басни про делёж шкуры неубитого медведя.
По словам Коммина:

Хотя этот император никогда не отличался доблестью, он, однако, был человеком благоразумным; за свою долгую жизнь он сумел приобрести большой опыт. Переговоры между нами и им затянулись. К тому же он устал от войны, хотя она ему ничего и не стоила, ибо все сеньоры Германии участвовали в ней за свой счет, как того требует обычай, когда дело касается всей империи.— Филипп де Коммин. Мемуары. IV, 3
19 июня было подписано перемирие на девять месяцев, кёльнский вопрос передан для решения папе, Нойс помещён под временное управление папского легата. Карл Смелый пообещал руку своей наследницы сыну Фридриха Максимилиану, но, как с иронией пишет Коммин, он за несколько лет дал такие обещания пяти различным принцам, и ни одно не собирался выполнять.
27 июня после больших торжеств, устроенных легатом, герцогом Саксонским, маркграфом Бранденбургским и другими князьями, Карл Смелый покинул окрестности Нойса.

## Итоги
Современники оценивали кёльнскую авантюру Карла Смелого как один из самых серьёзных его просчётов, так как силы, собранные для того, чтобы вместе с англичанами сокрушить Францию, были израсходованы впустую. Филипп де Коммин подводит итоги осады несколькими фразами:

...если бы Господь не помутил разум герцога Бургундского и не пожелал спасти наше королевство, которому он оказал до сих пор больше милостей, чем любому другому, то разве можно было бы поверить в то, что герцог с таким упрямством осаждал бы Нойс, эту сильную и хорошо защищенную крепость, видя, что впервые за всю его жизнь Английское королевство решилось переправить армию по сю сторону моря, и ясно сознавая, что без него её действия во Франции окажутся тщетными?— Филипп де Коммин. Мемуары. IV, 5
Между тем, пока он упорствовал с продолжением осады, «ему в двух или трех местах объявили войну», и в результате:

Что же касается его армии, то она у него была столь побитой, столь жалкой и бессильной, что он не осмеливался её им показать; ведь он потерял под Нойсом 4 тысячи солдат, среди которых были его лучшие люди. Вот и посмотрите, как Господь с ним обошелся, что он все сделал наоборот, хотя все знал и понимал лучше, чем кто другой десять лет назад.— Филипп де Коммин. Мемуары. IV, 5
Сама осада Нойса была одним из крупнейших военных событий своего времени. По мнению некоторых историков, «осада Нейса стала национальной войной имперцев против Карла Смелого».

Герцог был горд тем, что заставил собраться эту огромную германскую армию, в которой участвовало столько князей, прелатов и городов и которая была самой большой на памяти людей — и при их жизни, и гораздо раньше. И даже общими усилиями они не сумели заставить его снять осаду города. Однако эта слава ему дорого обошлась, ибо честь достается тому, кто получает выгоду от войны.— Филипп де Коммин. Мемуары. IV, 4